# Stara Baška
Stara Baška je manjše turistično naselje v istoimenskem zalivu na otoku Krk (Hrvaška), ki upravno spada pod občino Punat; le-ta pa spada pod Primorsko-goransko županijo.

## Geografija
Stara Baška leži na jugozahodni obali Krka, na jugu istoimenskega zaliva pod kamnitim apnenčnim slemenom, ki  se vije vzhodno od naselja.
Iz vasi vodi več označenih sprehajalnih poti na Obzovo 568 mnm viskokega najvišjega vrha slemena. Kraj je z lokalno cesto povezan preko Punata z ostalimi kraji na otoku.
Zaliv, Stara Baška, je širok zaliv, naravno dobro zaščiten pred burjo. V samem naselju na jugu zaliva stojita dva manjša, okoli 30 m dolga pomola. Globina morja pri enem pomolu je 1m, pri drugem pa 3,5 m. Pristan je zaščiten pred vplivi juga.

## Gospodarstvo
Poleg turizma, v kraju je kamp (Škrila), več apartmajev, oddajajo pa tudi sobe, ima na gospodarski položaj  precejšen vpliv tudi čebelarstvo. V Baški in okolici je veliko mediteranskih rastlin, ki so odlična paša čebelam.

## Zanimivost
Zaradi svoje lege, ki je kraj v preteklosti skoraj popolnoma odrezala od ostalih naselij na Krku, se domačini po govorici in načinu življenja razlikujejo od ostalih prebivalcev otoka.

## Demografija
| Pregled števila prebivalcev po letih | Pregled števila prebivalcev po letih | Pregled števila prebivalcev po letih | Pregled števila prebivalcev po letih | Pregled števila prebivalcev po letih | Pregled števila prebivalcev po letih | Pregled števila prebivalcev po letih | Pregled števila prebivalcev po letih | Pregled števila prebivalcev po letih | Pregled števila prebivalcev po letih | Pregled števila prebivalcev po letih | Pregled števila prebivalcev po letih | Pregled števila prebivalcev po letih | Pregled števila prebivalcev po letih | Pregled števila prebivalcev po letih |
| ------------------------------------ | ------------------------------------ | ------------------------------------ | ------------------------------------ | ------------------------------------ | ------------------------------------ | ------------------------------------ | ------------------------------------ | ------------------------------------ | ------------------------------------ | ------------------------------------ | ------------------------------------ | ------------------------------------ | ------------------------------------ | ------------------------------------ |
| 1857                                 | 1869                                 | 1880                                 | 1890                                 | 1900                                 | 1910                                 | 1921                                 | 1931                                 | 1948                                 | 1953                                 | 1961                                 | 1971                                 | 1981                                 | 1991                                 | 2001                                 |
| 295                                  | 324                                  | 354                                  | 389                                  | 432                                  | 411                                  | 369                                  | 377                                  | 347                                  | 311                                  | 247                                  | 161                                  | 99                                   | 112                                  | 92                                   |